# NWA North American Heavyweight Championship (Hawaii version)
L'NWA North American Heavyweight Championship (Hawaii version) è stato un titolo di wrestling promosso dalla federazione Mid-Pacific Promotions, territorio della National Wrestling Alliance (NWA) attivo nello stato delle Hawaii.
Il titolo fu attivo dal 1968 al 1978, quando fu sostituito dal NWA Pacific International Heavyweight Championship.

## Storia
Il titolo fa parte di una serie di riconoscimenti con lo stesso nome promossi dai territori della NWA. Nel 1968 Jim Hady sconfisse Ray Stevens, al tempo detentore della versione delle Hawaii del NWA United States Heavyweight Championship, ritirandola e sostituendola con una nuova versione del titolo nordamericano. 
Il titolo fu cessato una prima volta nel 1973, per poi essere riattivato nel 1977 e disattivato definitivamente nel 1978, quando nel territorio fu introdotto il NWA Pacific International Heavyweight Championsip. 

## Albo d'oro
| Legenda  |                                                                               |
| -------- | ----------------------------------------------------------------------------- |
| #        | Indica il numero del regno titolato                                           |
| Regno    | Viene indicato il numero del regno del campione                               |
| Data     | La data in cui il titolo è stato vinto                                        |
| Località | Indica il luogo in cui il titolo è stato vinto                                |
| Note     | Indica notizie particolari riguardanti i cambi di titolo o altre informazioni |

| #  | Campione         | Regno | Data              | Giorni | Località             | Evento     | Note | Fonti |
| -- | ---------------- | ----- | ----------------- | ------ | -------------------- | ---------- | --- | ----- |
| 1  | Jim Hardy        | 1     | 12 giugno 1968    | 186    | Honolulu, Hawaii     | House show | La data si riferisce a quando Hardy sconfisse Ray Stevens per la versione della Hawaii del titolo degli Stati Uniti. Hardy iniziò ad essere promosso come campione nordamericano tra agosto e settembre 1968. |       |
| 2  | Toru Tanaka      | 1     | 15 dicembre 1968  | 66     | Honolulu, Hawaii     | House show | |       |
| 3  | Gene Kiniski     | 1     | 19 febbraio 1969  | 119    | Honolulu, Hawaii     | House show | |       |
| 4  | Pedro Morales    | 1     | 18 giugno 1969    | 98     | Honolulu, Hawaii     | House show | |       |
| 5  | Curtis Iaukea    | 1     | 24 settembre 1969 | 42     | Honolulu, Hawaii     | House show | |       |
| 6  | Pedro Morales    | 2     | 5 novembre 1969   | 50     | Honolulu, Hawaii     | House show | |       |
| 7  | Johnny Barend    | 1     | 25 dicembre 1969  | 223    | Honolulu, Hawaii     | House show | |       |
| 8  | Pedro Morales    | 3     | 5 agosto 1970     | 56     | Honolulu, Hawaii     | House show | |       |
| 9  | The Destroyer    | 1     | 30 settembre 1970 | 77     | Honolulu, Hawaii     | House show | |       |
| 10 | Bill Robinson    | 1     | 16 dicembre 1970  | 24     | Honolulu, Hawaii     | House show | |       |
| 11 | Curtis Iaukea    | 2     | 9 gennaio 1971    | 46     | Honolulu, Hawaii     | House show | |       |
| 12 | Sam Steamboat    | 1     | 24 febbraio 1971  | 63     | Honolulu, Hawaii     | House show | |       |
| 13 | Gene Kiniski     | 2     | 28 aprile 1971    | 113    | Honolulu, Hawaii     | House show | |       |
| 14 | Ed Morrow        | 1     | 25 agosto 1971    | 14     | Honolulu, Hawaii     | House show | |       |
| 15 | Gene Kiniski     | 3     | 8 settembre 1971  | 21     | Honolulu, Hawaii     | House show | |       |
| 16 | Sam Steamboat    | 2     | 29 settembre 1971 | 28     | Honolulu, Hawaii     | House show | |       |
| 17 | Sweet Daddy Siki | 1     | 27 ottobre 1971   | 147    | Honolulu, Hawaii     | House show | |       |
| 18 | Johnny Barend    | 2     | 22 marzo 1972     | 126    | Honolulu, Hawaii     | House show | |       |
| 19 | Freddie Blassie  | 1     | 26 luglio 1972    | 63     | Honolulu, Hawaii     | House show | |       |
| 20 | Sam Steamboat    | 3     | 27 settembre 1972 | 59     | Honolulu, Hawaii     | House show | |       |
| 21 | Dusty Rhodes     | 1     | 25 novembre 1972  | 193    | Honolulu, Hawaii     | House show | |       |
| 22 | Bill Robinson    | 2     | 6 giugno 1973     | --     | Honolulu, Hawaii     | House show | |       |
| —  | Disattivato      | —     | 1973              | —      | —                    | —          | Il titolo fu disattivato nel corso del 1973. |       |
| 23 | John Tolos       | 1     | luglio 1977       | --     | --                   | --         | Il titolo fu riattivato e assegnato d'ufficio a Tolos. |       |
| 24 | Sam Steamboat    | 4     | 28 settembre 1977 | 42     | Honolulu, Hawaii     | House show | |       |
| 25 | Tor Kamaka       | 1     | 9 novembre 1977   | 77     | Pearl Harbor, Hawaii | House show | |       |
| 26 | Rick Martel      | 1     | 25 gennaio 1978   | 109    | Pearl Harbor, Hawaii | House show | |       |
| —  | Vacante          | —     | 14 maggio 1978    | —      | —                    | —          | Il titolo fu reso vacante in seguito ad un finale controverso di una difesa titolata contro John Studd. |       |
| 27 | John Studd       | 1     | giugno 1978       | --     | --                   | --         | Il titolo fu assegnato d'ufficio a Studd poiché Martel lasciò il territorio. |       |
| —  | Disattivato      | —     | 1978              | —      | —                    | —          | Il titolo fu disattivato e sostituito dal NWA Pacific International Heavyweight Championship. |       |